# Fluoruro di nichel
Il fluoruro di nichel è il sale di nichel dell'acido fluoridrico, di formula NiF2.